# Salvatore Parlagreco
Salvatore Parlagreco (Caltanissetta, 1871 — São Paulo, 1952), também às vezes chamado Salvador Parlagreco, foi um pintor e professor de artes plásticas que nasceu em 1871, em Caltanissetta, província da Ilha de Sicilia. Foi irmão do também pintor Benjamin Parlagreco, ao qual atribui-se a influência artística sobre Salvatore, e do professor de estética Carlo Parlagreco. Além disso, foi pai do também pintor e escultor Francesco Parlagreco.

## Biografia
Na juventude, Salvatore fez parte do exército italiano, atingindo a patente de sargento e participando da primeira guerra Ítalo-Etíope, que durou de dezembro 1895 à outubro de 1896, onde soldados italianos enfrentaram, em menor número, uma gigantesca armada etíope, formada por 100 mil soldados. Durante o conflito, Salvatore participou da batalha de Ádua, a derrota final dos italianos no conflito, e onde chegou a ser dado como morto em combate.
Após  a guerra, chegou ao Brasil entre 1898 e 1899. Em 1900 começou trabalhando na feitura de anúncios para atêlies e clubes artísticos. Em 1904, expôs alguns trabalhos na Casa Bevilacqua, uma casa de instrumentos musicais, que funcionava na esquina entre as ruas Direita e Quintino de Bocaiuva, na área central de São Paulo. O estabelecimento ainda existe, embora atualmente se localize no bairro de Vila Nova Conceição. Em 1905, realizou nova exposição no mesmo local, contando agora com 25 quadros.
Em 1908, Salvatore exibiu obras na Exposição Nacional Comemorativa do Centenário da Abertura dos Portos no Brasil, ocorrida no Rio de Janeiro . Pouco depois, tornou-se professor de desenho e pintura do Instituto Musical Santa Cecília, em São Paulo. Anos mais tarde, já na década de 1920, passou a lecionar no Liceu de Artes e Ofícios de Santa Maria, Rio grande do Sul. No local, deu aulas ao futuro artista Iberê Camargo.
Em 1916, nasceu seu filho Francesco Parlagreco, que mais tarde viria a seguir os passos do pai.
Em janeiro de 1928, Parlagreco participou de uma exposição da Sociedade Italiana de Cultura Muse Italiche. O evento ficou conhecido como a 1ª Exposição de Belas Artes e teve patrocínio de Lunardelli Gamba, Francesco  Matarazzo e Ramos de Azevedo. Instalada no Palácio das Indústrias, o evento teve participação de 118 artistas, com a exibição de 388 obras no total.
Em 1935, Parlagreco exibiu na Exposição do Centenário da Farroupilha, no Rio Grande do Sul. O evento aconteceu na então chamada "Várzea da Redenção", em Porto Alegre.
Morreu no final de 1952, embora algumas biografias considerem seu falecimento apenas em 1953.

## Impacto
Mesmo sem ter obtido o mesmo sucesso de outros pintores de sua geração, Salvatore Parlagreco teve uma de suas obras exibida em exposição organizada pela autora, crítica e historiadora Ruth Sprung Tarasantchi. Na mostra intitulada “O olhar italiano sobre São Paulo”, realizada de 11 de Dezembro de 1993 à 30 de Janeiro de 1994, na Pinacoteca de São Paulo, a obra nomeada "Paisagem", pertencente ao pintor, esteve na lista de quadros, após ser cedida pelo colecionador Gerson Zalcberg. O evento foi dedicado aos artistas italianos que estiveram no Brasil no período que abrange a virada dos século XX às primeiras décadas de 1900 e que deram a São Paulo um olhar da pintura italiana.

## Estilo
Como pode ser visto em grande parte de suas obras, Salvatore Parlagreco preferia a pintura mais simples, agradando assim setores mais conservadores da arte. Diferentemente de seu irmão Benjamin, Parlagreco sempre teve presença modesta no cenário artístico brasileiro, enquanto seu irmão obteve um maior reconhecimento, tendo inclusive, até os dias de hoje, uma exposição permanente no acervo da Pinacoteca de São Paulo.
O pintor esteve especialmente ativo no período que compreendeu 1890 a 1920, e ficou conhecido como a Belle Époque paulistana, quando a cidade viveu um período de florescimento cultural. Foi justamente neste momento que vários artistas estrangeiros,  a maioria italianos, chegaram à capital de São Paulo, dentre eles Salvatore. No período, os pintores vindos da Itália compunham a segunda maior nacionalidade dos pintores ativos, perdendo somente para os brasileiros.
De acordo com especialistas, Parlagreco tinha gosto maior pelo estilo naturalista, preferindo a pintura de retratos e paisagens, justamente a maioria dos quadros conhecidos do artista. Além disso, Salvatores pintou inúmeras formas, como paisagens urbanas e rurais , praias, cavalos, vacas, cabras, carroças puxadas com bois, galinhas e também retratos. Algumas obras permanecem desconhecidas do público geral, armazenadas em coleções particulares.
Por fim, é possível notar certa falta de movimento em suas pinturas. Segundo a crítica Ruth Sprung Tarasantchi, Salvatore conseguia realizar boas pinturas de paisagens, entretanto, quando era necessário pintar figuras animadas como humanos e animais, nunca obteve os mesmos resultados de seu irmão Benjamin.

## Principais obras
Lista de principais obras:
- Camponesa no Pasto (39 cm x 29 cm) - Óleo sobre eucatex
- Cena Bucólica (40 cm  x  29,5 cm) - Óleo sobre madeira
- Paisagens (18,2 cm x 27 cm) - Óleo sobre madeira
- Acampamento (54 cm x 84 cm) - Óleo sobre tela
- Paisagem (34 cm x 25 cm) - Óleo sobre cartão
- Circo Mambembe (30 cm x 40 cm) - Óleo sobre madeira
- Rua e Casario (24 cm x 16 cm) - Aquarela[15]

## Principais exposições e prêmios
- Exposições na Casa Bevilacqua
- Exposição Nacional Comemorativa do Centenário da Abertura dos Portos no Brasil - 1908 (Venceu a medalha de prata entre expositores)[16]
- 1ª Exposição de Belas Artes - 1928 (Muse Italiche)
- Pintores Italianos no Brasil - 1982 (incluído postumamente)[17]
- O olhar italiano sobre São Paulo - 1993 (incluído postumamente)[11]